# Principio de Dale

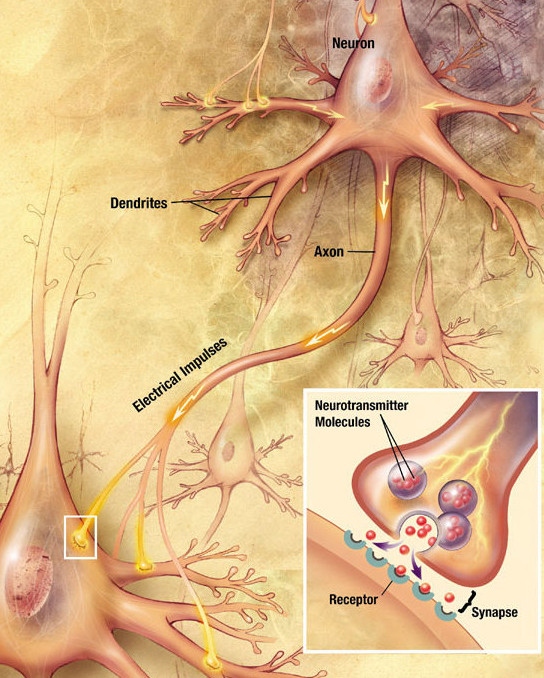
Ilustración de los principales elementos involucrados en la transmisión sináptica. Una ola electroquímica denominada potencial de acción viaja por el axón de una neurona. Cuando la ola alcanza una sinapsis, provoca la liberación de neurotransmisores, que conectan el axón con la otra neurona.

En neurociencia, el principio de Dale (o Ley de Dale), nombrado en honor al fisiólogo inglés Henry Hallett Dale, establece que una neurona libera el mismo neurotransmisor (o grupo de neurotransmisores) en todas sus conexiones sinápticas.
El término «principio de Dale» fue utilizado por primera vez por John Carew Eccles en 1954: «De acuerdo con el principio de Dale (1934, 1952), que [afirma que] el mismo transmisor químico es liberado en todas las terminaciones sinápticas de una neurona [...]». Dada la ambigüedad de la afirmación original, existen dos versiones del postulado. Mientras que una se ha demostrado es falsa, otra permanece como una importante regla general. Algunos escritores interpretaron el principio de forma que las neuronas liberan solo un transmisor en todas sus sinapsis. Para otros, incluyendo a Eccles, el principio implica que las neuronas liberan el mismo grupo de transmisores en todas sus sinapsis.
Sin embargo, Dale nunca estableció el principio explícitamente. En su publicación, Eccles tomó como fuente una conferencia de Dale de 1934, llamada «Pharmacology and Nerve-endings» (en español: «Farmacología y terminaciones nerviosas»), en donde describió algunas de las primeras investigaciones en las fisiología de la neurotransmisión. Dale escribió:

Cabe señalar que, en los casos en donde se encuentre disponible evidencia directa, el fenómeno de regeneración parece indicar que la naturaleza de la función química, sea colinérgica o adrenérgica, es característica e inmutable de cada neurona particular.

Con solo dos transmisores químicos conocidos en ese momento (acetilcolina y noradrenalina, que entonces se pensaba era la adrenalina), la posibilidad de que una neurona liberara más de uno en una sola sinapsis era una posibilidad que no se consideraba y, por lo tanto, nadie bosquejó una hipótesis que contemplara esta idea. La ambigüedad resultante en la afirmación original provocó cierta confusión sobre el significado preciso del principio. Según Dale, el «descubrimiento e identificación de un transmisor químico [liberado en una de las ramificaciones neuronales] [...] aportaría una pista» para la «identificación de los transmisores empleados en las demás ramificaciones». El principio fue malinterpretado al considerar que negaba la posibilidad de que una neurona liberara más de un neurotransmisor.
Por ejemplo, para Nicoll y Malenka (1998) el principio establece que una neurona siempre libera solo un neurotransmisor en todas sus sinapsis. En esta forma, el principio es falso. Muchas neuronas liberan más de un neurotransmisor, un fenómeno denominado cotransmisión. La primera propuesta formal de este descubrimiento surgió en 1976. La mayoría de las neuronas libera diversos mensajeros químicos diferentes.
No obstante, en una publicación de 1976, Eccles reinterpretó el principio en una forma sutilmente diferente:

Propuse que el principio de Dale afirma que en todos los brazos axonales de una neurona se liberan la misma sustancia o sustancias transmisoras.

La adición de «o sustancias» es crucial. Con este cambio, el principio incluye la posibilidad de que las neuronas liberen más de un transmisor y solo afirma que el mismo grupo de sustancias es liberado en todas las sinapsis. De esta forma, continúa siendo una importante regla general, con pocas excepciones. Sobre esto último, David Sulzer y Stephen Rayport descubrieron que las neuronas liberadoras de dopamina también liberan glutamato como neurotransmisor, pero en sitios distintos. En la neurociencia moderna, una de las clasificaciones de las neuronas es con base en sus sustancias neurotransmisoras, por ejemplo, las neuronas GABAérgicas del estriado utilizan la sustancia P como cotransmisor primario.
Algunas neuronas pueden liberar por lo menos dos neurotransmisores al mismo tiempo, uno es el principal y el otro es un cotransmisor, con el fin de proporcionar la realimentación negativa estabilizante necesaria para una codificación significativa, en ausencia de interneuronas inhibidoras.